# Herbert Kroemer
Herbert Kroemer, född 25 augusti 1928 i Weimar, Thüringen, död 8 mars 2024, var en tysk nobelpristagare i fysik år 2000. Han tilldelades priset för "utvecklingen av halvledarheterostrukturer för höghastighets- och optoelektronik". Han delade halva prissumman med ryssen Zjores Alfjorov. Den andra halvan tilldelades amerikanen Jack S. Kilby.
Kroemer tog doktorsgraden i fysik 1952 vid universitetet i Göttingen. Han var anställd bland annat vid RCA Laboratories, Princeton, NJ, USA 1954–1957 och vid Varian Associates, Palo Alto, CA, USA, 1959–1966. Han var professor i fysik vid University of Colorado, Boulder, 1968–1976 och därefter vid University of California, Santa Barbara, USA. 
Kroemer, och Alfjorov, har uppfunnit och utvecklat snabba opto- och mikroelektroniska komponenter, som bygger på skiktade halvledarstrukturer, så kallade halvledarhetero-strukturer. Snabba transistorer byggda med heterostrukturteknik finns bland annat i radiosatellitlänkar och i basstationerna för mobil telekommunikation. Laserdioder byggda med samma teknik ingår i tekniken för Internets optiska fibrer. De finns också i till exempel CD-spelare, streckkodsläsare och laserpekare. Med heterostrukturteknik byggs också ljusstarka lysdioder som används i bromsljus på bilar, trafikljus och andra varningsljus.